# 赫尼茲納河

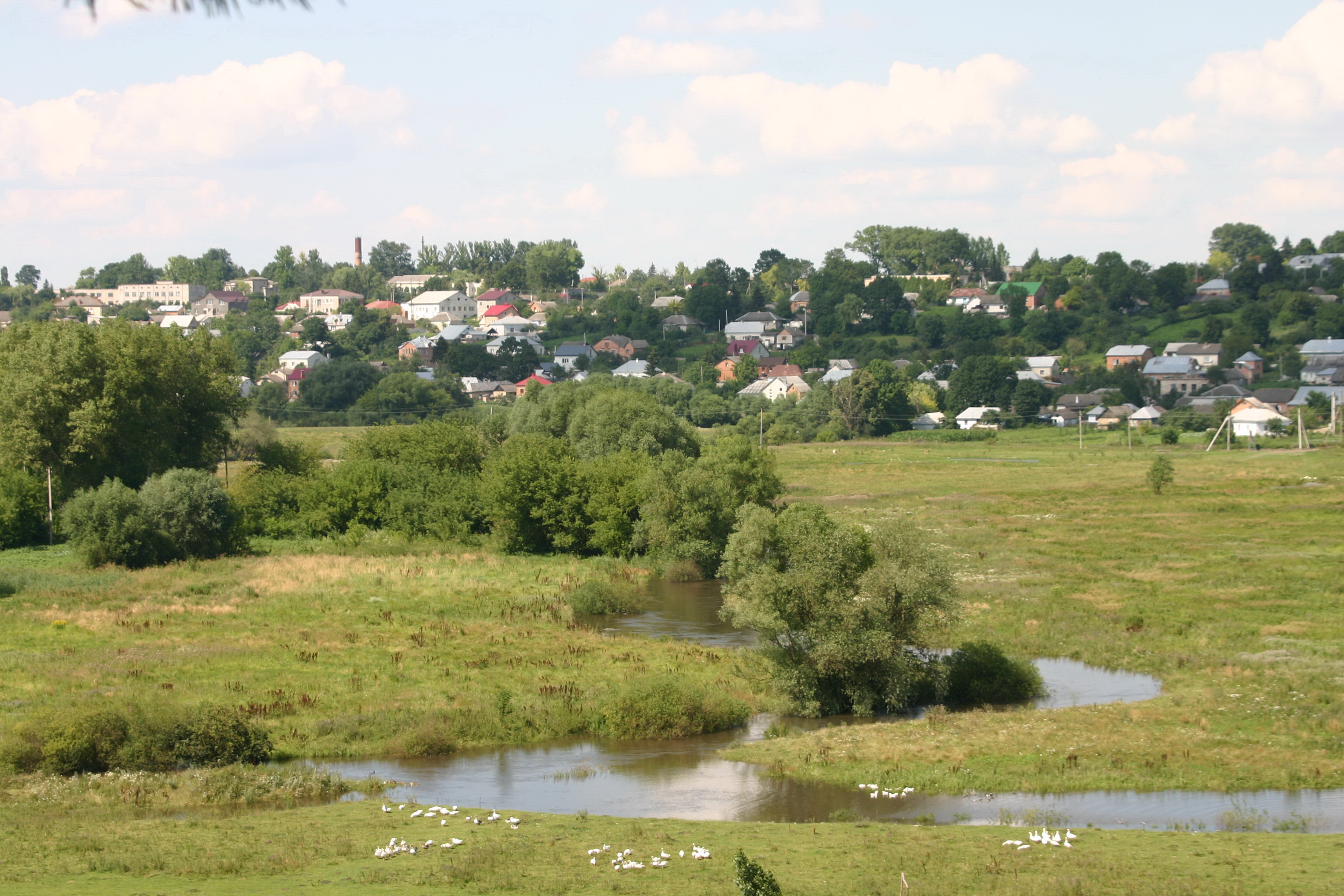

赫尼茲納河（羅馬化：Hnizna）是烏克蘭的河流，位於該國西部捷爾諾波爾州，流經捷尔诺波尔区，屬於塞雷特河的左支流，河道全長81公里，流域面積1,110平方公里。